# Anatole Facon
Anatole Facon est un skipper et aventurier français né le 1er septembre 2000 à Vannes (Morbihan). Elevé en grande partie à Arzon (Morbihan) il est le premier navigateur à avoir installé un projet de courses au large d'envergure dans le port du Crouesty  à l'entrée du Golfe du Morbihan. Passionné de voile depuis son enfance, il a commencé sa carrière professionnelle en 2022 en tant que skipper de Class40. Anatole a accumulé des performances exceptionnelles, naviguant sur des milliers de milles nautiques lors d'événements prestigieux tels que la Transat Jacques-Vabre et en devenant le plus jeune finisher de la Route du Rhum 2022.
En 2024, Anatole boucle sa 2e course transatlantique en solitaire, The Transat 2024  et se prépare pour une course aux records en Class40. Le 3 juillet 2024, il bat le Record de la traversée de l'Atlantique nord à la voile en solitaire dans la catégorie des 40 pieds,.

## Biographie

### Initiation et goût de l'aventure
Anatole effectue toute sa scolarité en internat à l'Établissement Saint-Adjutor en Normandie où il se passionne pour les récits de voyage. C'est durant cette période qu'Anatole découvre les exploits d'Emmanuel Wattecamps-Etienne, navigateur et aventurier connu pour être un des premiers à avoir effectué le passage du Nord Ouest en solitaire, notamment à travers l'émission Thalassa (émission de télévision). Fasciné par ses récits, Anatole entre en contact avec lui et parvient à le rencontrer, inaugurant ainsi le début d'une amitié entre le jeune marin et son mentor. Emmanuel Wattecamps-Etienne, plus communément appelé Manu, accepte de l'embarquer à bord de son voilier, un Glénan 33, pour une traversée de la Manche (mer), offrant ainsi à Anatole, âgé de 13 ans à l'époque, sa première expérience en mer. Par la suite, Anatole accompagne Manu lors de plusieurs voyages en Atlantique, notamment lors d'un périple entre Bordeaux et Lisbonne en 2016, suivi d'une traversée de 32 jours entre Dakar et la Bretagne en 2017, alors qu'Anatole a 17 ans. Enfin, Manu emmène Anatole pour sa première traversée de l'Atlantique en 2019, naviguant de Perros Guirec à Saint-Barthélemy (Antilles françaises). Emmanuel Wattecamps-Etienne demeure un mentor essentiel dans le parcours d'Anatole jusqu'à ce jour.

### Carrière en qualité de skipper

#### 2022 - Objectif Route du Rhum
L'objectif principal de l'année 2022 est la Route du Rhum qui s'est élancée de Saint-Malo le 9 novembre 2022. Toute l'année 2022, le skipper et son bateau portaient les couleurs de l'association Naviguons contre le diabète.
Il participe à la saison entière en Class40 et se qualifie pour la Route du Rhum dès la 1000 miles de Sables au mois d'avril. Cependant Anatole se retrouve sur liste d'attente et devra attendre le mois de septembre pour obtenir enfin sa place pour la Route du Rhum.
Anatole participe cette saison notamment à la 1000 miles des Sables, la CIC Normandy Channel Race, l'Armen Race, le Championnat du monde de Class40, la Drheam Cup avant de s'élancer en solitaire sur la Route du Rhum.
À la suite de la Route du Rhum, Anatole est mis à l'honneur par la ville d'Arzon et obtient la médaille de la ville  de la main de Roland Tabart, alors maire de la ville.

#### 2023 - Objectif Transat Jacques Vabre
L'objectif principal de l'année 2023 est la Transat Jacques Vabre en duo avec Alice Valiergue sous les couleurs de l'association L'Envol dont le départ a été donné en plusieurs temps.
Il participe en 2023 en sus à la Rolex Fastnet Race ainsi qu'à la 40 Malouine Lamotte.

#### 2024 - Projet Good Morning: A la conquête de records
L'objectif principal de l'année 2024 sera de battre des records en Class40. Sportivement Anatole a déjà bouclé sa 2e course transatlantique en solitaire, The Transat 2024  et se prépare pour une course aux records en Class40. L'objectif étant de battre le Record de la traversée de l'Atlantique nord à la voile et le Record du tour du monde à la voile en solitaire. Au travers de ce projet intitulé "GOOD MORNING", l'objectif est de raconter cette histoire au plus grand nombre et d'envoyer un message fort et optimiste aux jeunes de sa génération.
Le 3 juillet 2024, il parviendra à battre le Record de la traversée de l'Atlantique nord à la voile en solitaire en 40 pieds en effectuant le trajet en 10 jours, 9 heures et 14 minutes 47 secondes. Il améliore le record de plus de 26 heures. Le record doit, pour l’heure, être vérifié par la WSSRC,,.
En juin 2025, Anatole bat le record de la traversée de la Mer Méditerranée entre Marseille et Carthage en 40 heures et 32 minutes,.

## Palmarès sportif

### 2022
- 35e de la Route du Rhum[24]
- 26e de la Drheam Cup 2022
- 13e du Championnat du monde des Class40
- 5e de l'Armen Race
- 17e de la CIC Normandy Channel Race
- 15e de la 1000 miles des Sables

### 2023
- 27e de la Transat Jacques-Vabre[25]
- 18e de la 40 Malouine Lamotte
- 10e de la Rolex Fastnet Race sur le Class40 Edenred[26]

### 2024
- 8e de The Transat 2024[27],[3]
- Record de la traversée de l'Atlantique nord à la voile en solitaire en 40 pieds sur son Class40 Good Morning Pouce[5],[6]

### 2025
- Record de la traversée de la Mer Méditerranée entre Marseille et Carthage en 1 j 16 h 32 min 43 s[23]